# Anaspides
Anaspides Thomson, 1894 é um género pertencente à família Anaspididae que integra o grupo de crustáceos primitivos conhecidos por "crustáceos anaspídeos tasmanianos", considerados fósseis vivos, com pelo menos 250 milhões de anos de existência. As espécies que integram o género, endémicas na Tasmânia, são pequenos crustáceos semelhantes a camarões.
O género agrega as seguintes espécies:
- A. tasmaniae Thomson, 1892;
- A. spinulae Williams, 1965.